# Shericka Williams
Shericka Williams (nascuda el 17 de setembre de 1985 en Rio Negro, Santa Isabel) és un velocista jamaicana i antiga alumna de l'Escola Secundària St. Elizabeth Tècnica.
Juntament amb Novlene Williams, Ronetta Smith i Lorraine Fenton va guanyar una medalla de plata en 4 x 400 metres en el Campionat Mundial d'Atletisme 2005. També va competir en el concurs individual, però va ser eliminada en la semifinal. Dos anys més tard, va guanyar una altra medalla de plata en la prova de 4 x 400 metres en el Campionat Mundial d'Atletisme de 2007, aquesta vegada amb Shereefa Lloyd, Davita Prendagast i Novlene Williams. L'equip va establir un rècord nacional en aquesta carrera, acabant en segon lloc als Estats Units en un temps de 3:19.73.
En els Jocs Olímpics de 2008 a Pequin, Xina, Williams va guanyar la medalla de plata en els 400 metres en un personal millor temps de 49,69 segons. Ella també va guanyar el bronze en el relleu de 4x400 metres amb Shereefa Lloyd, Rosemarie Whyte i Novlene Williams.
Als Jocs Olímpics de 2012, ella només va competir en els relleus 4 × m 400, guanyant una medalla de bronze amb l'equip de Jamaica de Christine Day, Rosemarie Whyte i Novlele Williams. També va formar part de l'equip de Jamaica pels 4 × 400 m i va guanyar l'or en els Jocs de la Commonwealth de 2014 amb un rècord dels Jocs de la Commonwealth.